# 1426
Portal Geschichte | Portal Biografien | Aktuelle Ereignisse | Jahreskalender | Tagesartikel

◄ |
14. Jahrhundert |
15. Jahrhundert
| 16. Jahrhundert | ►

◄ |
1390er |
1400er |
1410er |
1420er
| 1430er | 1440er | 1450er | ►

◄◄ |
◄ |
1422 |
1423 |
1424 |
1425 |
1426
| 1427 | 1428 | 1429 | 1430 | ► | ►►
Staatsoberhäupter  · Nekrolog
| Januar | Januar | Januar | Januar | Januar | Januar | Januar | Januar |
| Kw     | Mo     | Di     | Mi     | Do     | Fr     | Sa     | So     |
| 1      |        | 1      | 2      | 3      | 4      | 5      | 6      |
| 2      | 7      | 8      | 9      | 10     | 11     | 12     | 13     |
| 3      | 14     | 15     | 16     | 17     | 18     | 19     | 20     |
| 4      | 21     | 22     | 23     | 24     | 25     | 26     | 27     |
| 5      | 28     | 29     | 30     | 31     |        |        |        |
| ------ | ------ | ------ | ------ | ------ | ------ | ------ | ------ |

| Februar | Februar | Februar | Februar | Februar | Februar | Februar | Februar |
| Kw      | Mo      | Di      | Mi      | Do      | Fr      | Sa      | So      |
| 5       |         |         |         |         | 1       | 2       | 3       |
| 6       | 4       | 5       | 6       | 7       | 8       | 9       | 10      |
| 7       | 11      | 12      | 13      | 14      | 15      | 16      | 17      |
| 8       | 18      | 19      | 20      | 21      | 22      | 23      | 24      |
| 9       | 25      | 26      | 27      | 28      |         |         |         |
| ------- | ------- | ------- | ------- | ------- | ------- | ------- | ------- |

| März | März | März | März | März | März | März | März |
| Kw   | Mo   | Di   | Mi   | Do   | Fr   | Sa   | So   |
| 9    |      |      |      |      | 1    | 2    | 3    |
| 10   | 4    | 5    | 6    | 7    | 8    | 9    | 10   |
| 11   | 11   | 12   | 13   | 14   | 15   | 16   | 17   |
| 12   | 18   | 19   | 20   | 21   | 22   | 23   | 24   |
| 13   | 25   | 26   | 27   | 28   | 29   | 30   | 31   |
| ---- | ---- | ---- | ---- | ---- | ---- | ---- | ---- |

| April | April | April | April | April | April | April | April |
| Kw    | Mo    | Di    | Mi    | Do    | Fr    | Sa    | So    |
| 14    | 1     | 2     | 3     | 4     | 5     | 6     | 7     |
| 15    | 8     | 9     | 10    | 11    | 12    | 13    | 14    |
| 16    | 15    | 16    | 17    | 18    | 19    | 20    | 21    |
| 17    | 22    | 23    | 24    | 25    | 26    | 27    | 28    |
| 18    | 29    | 30    |       |       |       |       |       |
| ----- | ----- | ----- | ----- | ----- | ----- | ----- | ----- |

| Mai | Mai | Mai | Mai | Mai | Mai | Mai | Mai |
| Kw  | Mo  | Di  | Mi  | Do  | Fr  | Sa  | So  |
| 18  |     |     | 1   | 2   | 3   | 4   | 5   |
| 19  | 6   | 7   | 8   | 9   | 10  | 11  | 12  |
| 20  | 13  | 14  | 15  | 16  | 17  | 18  | 19  |
| 21  | 20  | 21  | 22  | 23  | 24  | 25  | 26  |
| 22  | 27  | 28  | 29  | 30  | 31  |     |     |
| --- | --- | --- | --- | --- | --- | --- | --- |

| Juni | Juni | Juni | Juni | Juni | Juni | Juni | Juni |
| Kw   | Mo   | Di   | Mi   | Do   | Fr   | Sa   | So   |
| 22   |      |      |      |      |      | 1    | 2    |
| 23   | 3    | 4    | 5    | 6    | 7    | 8    | 9    |
| 24   | 10   | 11   | 12   | 13   | 14   | 15   | 16   |
| 25   | 17   | 18   | 19   | 20   | 21   | 22   | 23   |
| 26   | 24   | 25   | 26   | 27   | 28   | 29   | 30   |
| ---- | ---- | ---- | ---- | ---- | ---- | ---- | ---- |

| Juli | Juli | Juli | Juli | Juli | Juli | Juli | Juli |
| Kw   | Mo   | Di   | Mi   | Do   | Fr   | Sa   | So   |
| 27   | 1    | 2    | 3    | 4    | 5    | 6    | 7    |
| 28   | 8    | 9    | 10   | 11   | 12   | 13   | 14   |
| 29   | 15   | 16   | 17   | 18   | 19   | 20   | 21   |
| 30   | 22   | 23   | 24   | 25   | 26   | 27   | 28   |
| 31   | 29   | 30   | 31   |      |      |      |      |
| ---- | ---- | ---- | ---- | ---- | ---- | ---- | ---- |

| August | August | August | August | August | August | August | August |
| Kw     | Mo     | Di     | Mi     | Do     | Fr     | Sa     | So     |
| 31     |        |        |        | 1      | 2      | 3      | 4      |
| 32     | 5      | 6      | 7      | 8      | 9      | 10     | 11     |
| 33     | 12     | 13     | 14     | 15     | 16     | 17     | 18     |
| 34     | 19     | 20     | 21     | 22     | 23     | 24     | 25     |
| 35     | 26     | 27     | 28     | 29     | 30     | 31     |        |
| ------ | ------ | ------ | ------ | ------ | ------ | ------ | ------ |

| September | September | September | September | September | September | September | September |
| Kw        | Mo        | Di        | Mi        | Do        | Fr        | Sa        | So        |
| 35        |           |           |           |           |           |           | 1         |
| 36        | 2         | 3         | 4         | 5         | 6         | 7         | 8         |
| 37        | 9         | 10        | 11        | 12        | 13        | 14        | 15        |
| 38        | 16        | 17        | 18        | 19        | 20        | 21        | 22        |
| 39        | 23        | 24        | 25        | 26        | 27        | 28        | 29        |
| 40        | 30        |           |           |           |           |           |           |
| --------- | --------- | --------- | --------- | --------- | --------- | --------- | --------- |

| Oktober | Oktober | Oktober | Oktober | Oktober | Oktober | Oktober | Oktober |
| Kw      | Mo      | Di      | Mi      | Do      | Fr      | Sa      | So      |
| 40      |         | 1       | 2       | 3       | 4       | 5       | 6       |
| 41      | 7       | 8       | 9       | 10      | 11      | 12      | 13      |
| 42      | 14      | 15      | 16      | 17      | 18      | 19      | 20      |
| 43      | 21      | 22      | 23      | 24      | 25      | 26      | 27      |
| 44      | 28      | 29      | 30      | 31      |         |         |         |
| ------- | ------- | ------- | ------- | ------- | ------- | ------- | ------- |

| November | November | November | November | November | November | November | November |
| Kw       | Mo       | Di       | Mi       | Do       | Fr       | Sa       | So       |
| 44       |          |          |          |          | 1        | 2        | 3        |
| 45       | 4        | 5        | 6        | 7        | 8        | 9        | 10       |
| 46       | 11       | 12       | 13       | 14       | 15       | 16       | 17       |
| 47       | 18       | 19       | 20       | 21       | 22       | 23       | 24       |
| 48       | 25       | 26       | 27       | 28       | 29       | 30       |          |
| -------- | -------- | -------- | -------- | -------- | -------- | -------- | -------- |

| Dezember | Dezember | Dezember | Dezember | Dezember | Dezember | Dezember | Dezember |
| Kw       | Mo       | Di       | Mi       | Do       | Fr       | Sa       | So       |
| 48       |          |          |          |          |          |          | 1        |
| 49       | 2        | 3        | 4        | 5        | 6        | 7        | 8        |
| 50       | 9        | 10       | 11       | 12       | 13       | 14       | 15       |
| 51       | 16       | 17       | 18       | 19       | 20       | 21       | 22       |
| 52       | 23       | 24       | 25       | 26       | 27       | 28       | 29       |
| 1        | 30       | 31       |          |          |          |          |          |
| -------- | -------- | -------- | -------- | -------- | -------- | -------- | -------- |

| Januar | Januar | Januar | Januar | Januar | Januar | Januar | Januar |
| Kw     | Mo     | Di     | Mi     | Do     | Fr     | Sa     | So     |
| 1      |        | 1      | 2      | 3      | 4      | 5      | 6      |
| 2      | 7      | 8      | 9      | 10     | 11     | 12     | 13     |
| 3      | 14     | 15     | 16     | 17     | 18     | 19     | 20     |
| 4      | 21     | 22     | 23     | 24     | 25     | 26     | 27     |
| 5      | 28     | 29     | 30     | 31     |        |        |        |
| ------ | ------ | ------ | ------ | ------ | ------ | ------ | ------ |

| Februar | Februar | Februar | Februar | Februar | Februar | Februar | Februar |
| Kw      | Mo      | Di      | Mi      | Do      | Fr      | Sa      | So      |
| 5       |         |         |         |         | 1       | 2       | 3       |
| 6       | 4       | 5       | 6       | 7       | 8       | 9       | 10      |
| 7       | 11      | 12      | 13      | 14      | 15      | 16      | 17      |
| 8       | 18      | 19      | 20      | 21      | 22      | 23      | 24      |
| 9       | 25      | 26      | 27      | 28      |         |         |         |
| ------- | ------- | ------- | ------- | ------- | ------- | ------- | ------- |

| März | März | März | März | März | März | März | März |
| Kw   | Mo   | Di   | Mi   | Do   | Fr   | Sa   | So   |
| 9    |      |      |      |      | 1    | 2    | 3    |
| 10   | 4    | 5    | 6    | 7    | 8    | 9    | 10   |
| 11   | 11   | 12   | 13   | 14   | 15   | 16   | 17   |
| 12   | 18   | 19   | 20   | 21   | 22   | 23   | 24   |
| 13   | 25   | 26   | 27   | 28   | 29   | 30   | 31   |
| ---- | ---- | ---- | ---- | ---- | ---- | ---- | ---- |

| April | April | April | April | April | April | April | April |
| Kw    | Mo    | Di    | Mi    | Do    | Fr    | Sa    | So    |
| 14    | 1     | 2     | 3     | 4     | 5     | 6     | 7     |
| 15    | 8     | 9     | 10    | 11    | 12    | 13    | 14    |
| 16    | 15    | 16    | 17    | 18    | 19    | 20    | 21    |
| 17    | 22    | 23    | 24    | 25    | 26    | 27    | 28    |
| 18    | 29    | 30    |       |       |       |       |       |
| ----- | ----- | ----- | ----- | ----- | ----- | ----- | ----- |

| Mai | Mai | Mai | Mai | Mai | Mai | Mai | Mai |
| Kw  | Mo  | Di  | Mi  | Do  | Fr  | Sa  | So  |
| 18  |     |     | 1   | 2   | 3   | 4   | 5   |
| 19  | 6   | 7   | 8   | 9   | 10  | 11  | 12  |
| 20  | 13  | 14  | 15  | 16  | 17  | 18  | 19  |
| 21  | 20  | 21  | 22  | 23  | 24  | 25  | 26  |
| 22  | 27  | 28  | 29  | 30  | 31  |     |     |
| --- | --- | --- | --- | --- | --- | --- | --- |

| Juni | Juni | Juni | Juni | Juni | Juni | Juni | Juni |
| Kw   | Mo   | Di   | Mi   | Do   | Fr   | Sa   | So   |
| 22   |      |      |      |      |      | 1    | 2    |
| 23   | 3    | 4    | 5    | 6    | 7    | 8    | 9    |
| 24   | 10   | 11   | 12   | 13   | 14   | 15   | 16   |
| 25   | 17   | 18   | 19   | 20   | 21   | 22   | 23   |
| 26   | 24   | 25   | 26   | 27   | 28   | 29   | 30   |
| ---- | ---- | ---- | ---- | ---- | ---- | ---- | ---- |

| Juli | Juli | Juli | Juli | Juli | Juli | Juli | Juli |
| Kw   | Mo   | Di   | Mi   | Do   | Fr   | Sa   | So   |
| 27   | 1    | 2    | 3    | 4    | 5    | 6    | 7    |
| 28   | 8    | 9    | 10   | 11   | 12   | 13   | 14   |
| 29   | 15   | 16   | 17   | 18   | 19   | 20   | 21   |
| 30   | 22   | 23   | 24   | 25   | 26   | 27   | 28   |
| 31   | 29   | 30   | 31   |      |      |      |      |
| ---- | ---- | ---- | ---- | ---- | ---- | ---- | ---- |

| August | August | August | August | August | August | August | August |
| Kw     | Mo     | Di     | Mi     | Do     | Fr     | Sa     | So     |
| 31     |        |        |        | 1      | 2      | 3      | 4      |
| 32     | 5      | 6      | 7      | 8      | 9      | 10     | 11     |
| 33     | 12     | 13     | 14     | 15     | 16     | 17     | 18     |
| 34     | 19     | 20     | 21     | 22     | 23     | 24     | 25     |
| 35     | 26     | 27     | 28     | 29     | 30     | 31     |        |
| ------ | ------ | ------ | ------ | ------ | ------ | ------ | ------ |

| September | September | September | September | September | September | September | September |
| Kw        | Mo        | Di        | Mi        | Do        | Fr        | Sa        | So        |
| 35        |           |           |           |           |           |           | 1         |
| 36        | 2         | 3         | 4         | 5         | 6         | 7         | 8         |
| 37        | 9         | 10        | 11        | 12        | 13        | 14        | 15        |
| 38        | 16        | 17        | 18        | 19        | 20        | 21        | 22        |
| 39        | 23        | 24        | 25        | 26        | 27        | 28        | 29        |
| 40        | 30        |           |           |           |           |           |           |
| --------- | --------- | --------- | --------- | --------- | --------- | --------- | --------- |

| Oktober | Oktober | Oktober | Oktober | Oktober | Oktober | Oktober | Oktober |
| Kw      | Mo      | Di      | Mi      | Do      | Fr      | Sa      | So      |
| 40      |         | 1       | 2       | 3       | 4       | 5       | 6       |
| 41      | 7       | 8       | 9       | 10      | 11      | 12      | 13      |
| 42      | 14      | 15      | 16      | 17      | 18      | 19      | 20      |
| 43      | 21      | 22      | 23      | 24      | 25      | 26      | 27      |
| 44      | 28      | 29      | 30      | 31      |         |         |         |
| ------- | ------- | ------- | ------- | ------- | ------- | ------- | ------- |

| November | November | November | November | November | November | November | November |
| Kw       | Mo       | Di       | Mi       | Do       | Fr       | Sa       | So       |
| 44       |          |          |          |          | 1        | 2        | 3        |
| 45       | 4        | 5        | 6        | 7        | 8        | 9        | 10       |
| 46       | 11       | 12       | 13       | 14       | 15       | 16       | 17       |
| 47       | 18       | 19       | 20       | 21       | 22       | 23       | 24       |
| 48       | 25       | 26       | 27       | 28       | 29       | 30       |          |
| -------- | -------- | -------- | -------- | -------- | -------- | -------- | -------- |

| Dezember | Dezember | Dezember | Dezember | Dezember | Dezember | Dezember | Dezember |
| Kw       | Mo       | Di       | Mi       | Do       | Fr       | Sa       | So       |
| 48       |          |          |          |          |          |          | 1        |
| 49       | 2        | 3        | 4        | 5        | 6        | 7        | 8        |
| 50       | 9        | 10       | 11       | 12       | 13       | 14       | 15       |
| 51       | 16       | 17       | 18       | 19       | 20       | 21       | 22       |
| 52       | 23       | 24       | 25       | 26       | 27       | 28       | 29       |
| 1        | 30       | 31       |          |          |          |          |          |
| -------- | -------- | -------- | -------- | -------- | -------- | -------- | -------- |

## Ereignisse

### Politik und Weltgeschehen

#### Hussitenkriege

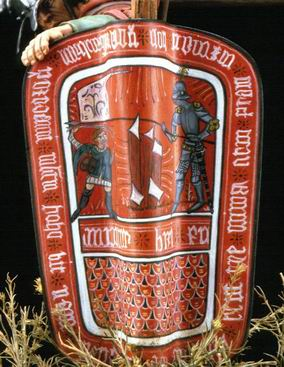
Nachbildung eines Hussitenschildes. Original im Museum Prag

- Februar: König Sigismund beruft einen Reichstag nach Wien ein.
- ab März: Mehrere Heerhaufen der Hussiten dringen während der Hussitenkriege ins Weinviertel vor.
- Frühjahr: Hussiten fallen in Mähren ein und dringen bis Böhmen vor.
- Mai: Der Reichstag in Nürnberg ist ebenso schlecht besucht wie der in Wien.
- 26. Mai: Die ersten Einheiten der Hussiten treffen vor Aussig ein. In den darauffolgenden Wochen wird die zur Mark Meißen gehörende Stadt belagert und von der Außenwelt abgeschnitten. Zwar gibt es auf der Seite der Hussiten keinen Oberbefehlshaber, es ist jedoch davon auszugehen, dass die Gruppen von einem Ältestenrat koordiniert werden, dem auch der Taborit Andreas Prokop angehört.
- Die Stadt wird täglich beschossen, die Bevölkerung unter Jakob von Wresowitz leistet jedoch erbitterten Widerstand, da sie auf Entsatz hofft, der schließlich, organisiert von Markgräfin Katharina aus Truppen der Markgrafschaft Meißen, dem Herzogtum Sachsen, der Landgrafschaft Thüringen und der Oberlausitz am 11. Juni Richtung Böhmen marschiert. Das angeblich 36.000 Mann starke Entsatzheer teilt sich in mehrere Gruppen auf. Die eine kommt über den Janauer Weg bei Brüx, die zweite überschreitet die Grenze bei Ossegg, der dritte Strom kommt über Graupen und Teplitz.

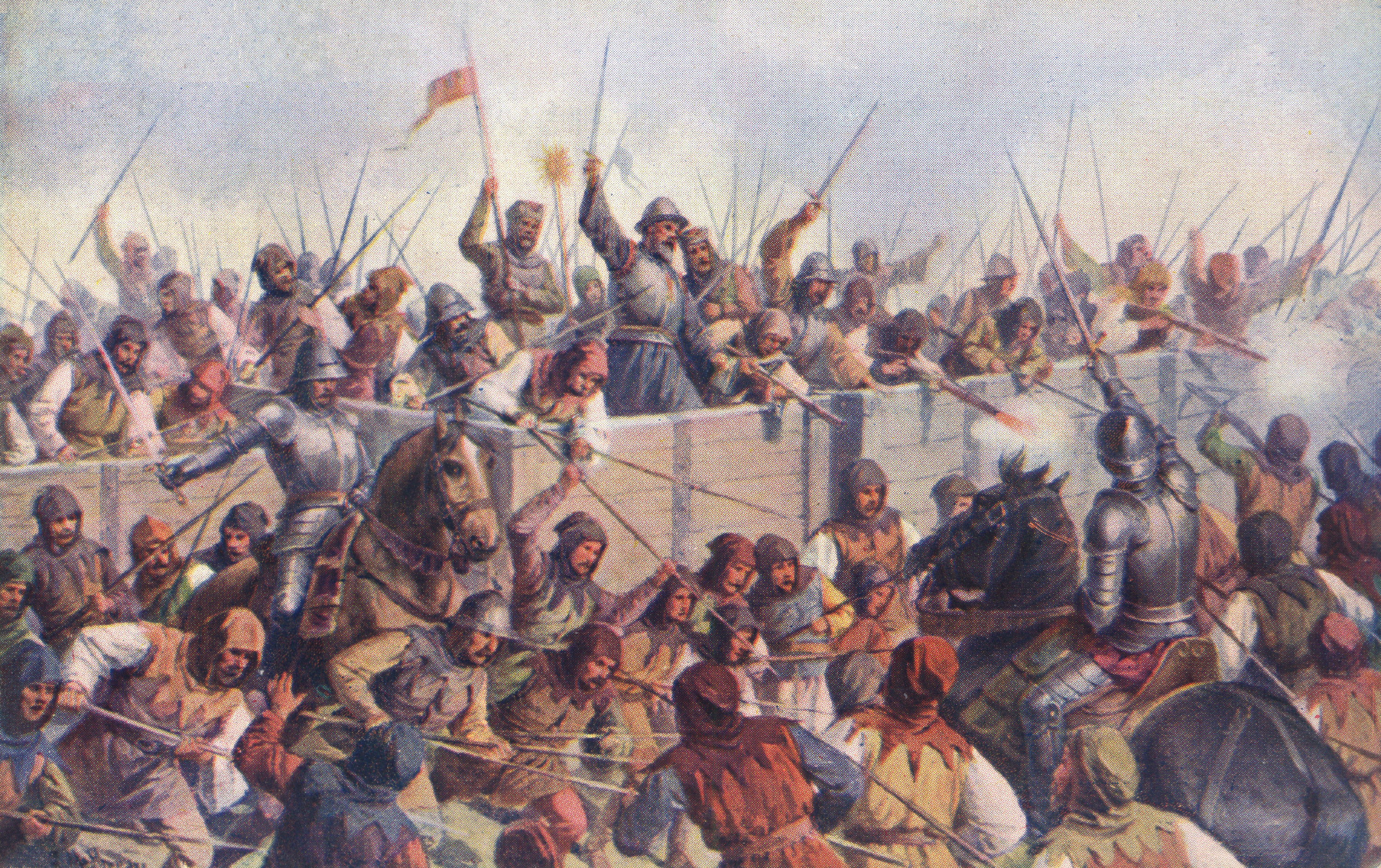
Typischer Einzelkampf um eine Wagenburg

- 15. Juni: Am frühen Abend kommt die sächsische Armee ausgehungert und übermüdet bei Karbitz an, wo sie auf vorgezogene Posten der Hussiten trifft. Diese postieren sich auf der Anhöhe Na Běhání etwa zehn Kilometer vor Aussig, auf der sie eine Wagenburg aufbauen. Der Proviantmangel zwingt den Meißner Befehlshaber zu einem sofortigen Angriff bereits am nächsten Tag, einem Sonntag.
- 16. Juni: Die Hussiten besiegen in der Schlacht bei Aussig das ausgehungerte und übermüdete sächsisch-thüringische Entsatzheer vernichtend, wobei tausende Kämpfer fallen. Viele Deutsche geraten nach der Schlacht in Gefangenschaft und auch, als anschließend die belagerte Stadt fällt. Deren Bewohner flüchten vor einem Massaker der Eroberer unter ihrem Anführer Andreas Prokop.

#### Frieslande
- 17. Juni: Die Vertreter mehrerer Harden in Nordfriesland, die sich durch den jahrzehntelangen Streit zwischen den Schauenburger Fürsten und Dänemark um das Herzogtum Schleswig in ihrer Eigenständigkeit bedroht sehen, versammeln sich in der Kirche St. Nicolai auf Föhr in Boldixum für eine gemeinsame Vorgangsweise. In der daraus entstehenden Siebenhardenbeliebung wird das nordfriesische Recht erstmals aufgezeichnet. Sie wird von den Vertretern von Pellwormharde, Beltringharde, Wrykesharde, Osterland Föhr, Sylt, Horsbüllharde und Bökingharde beschlossen. Ohne Mitwirkungsrechte nehmen an der Versammlung überdies Abgesandte aus der Lundenbergharde und der Edomsharde teil. Im gleichen Jahr entsteht auch die Krone der rechten Wahrheit, eine Beliebung, in der Rechtsnormen für das friesische Dreilande aufgezeichnet sind.
- Die Schlacht von Detern am 27. September ist der Auftakt der Ostfriesischen Befreiungskriege gegen die Herrschaft der tom Brok über Ostfriesland. In der Schlacht besiegt ein bäuerlich ostfriesisches Heer unter Focko Ukena die von Ocko II. tom Brok zur Hilfe gerufenen Oldenburger, den Erzbischof von Bremen und die Grafen von Hoya, Diepholz und Tecklenburg mit ihrem bremisch-oldenburgischen Ritterheer vernichtend. Die Grafen Johann von Rietberg und Konrad von Diepholz fallen und der Erzbischof von Bremen gerät in Gefangenschaft.

#### Haken-und-Kabeljau-Krieg
- In der Schlacht von Brouwershaven im Haken-und-Kabeljau-Krieg besiegt Herzog Philipp der Gute von Burgund das von ihrem Gatten Humphrey, Duke of Gloucester, unterstützte Heer der Jakobäa von Bayern entscheidend. Die verheerende Niederlage bedeutete das Ende von Jakobäas Kampf.

#### Amerika
Nach dem Tod von Tezozómoc wird sein Sohn Maxtla Fürst der Tepaneken im Stadtstaat Azcapotzalco im Tal von Mexiko.

#### Urkundliche Ersterwähnungen
- Densbüren wird erstmals urkundlich erwähnt.

### Kultur
Der Renaissancekünstler Masaccio malt als Hofmaler in Budapest zahlreiche Gemälde und Fresken.

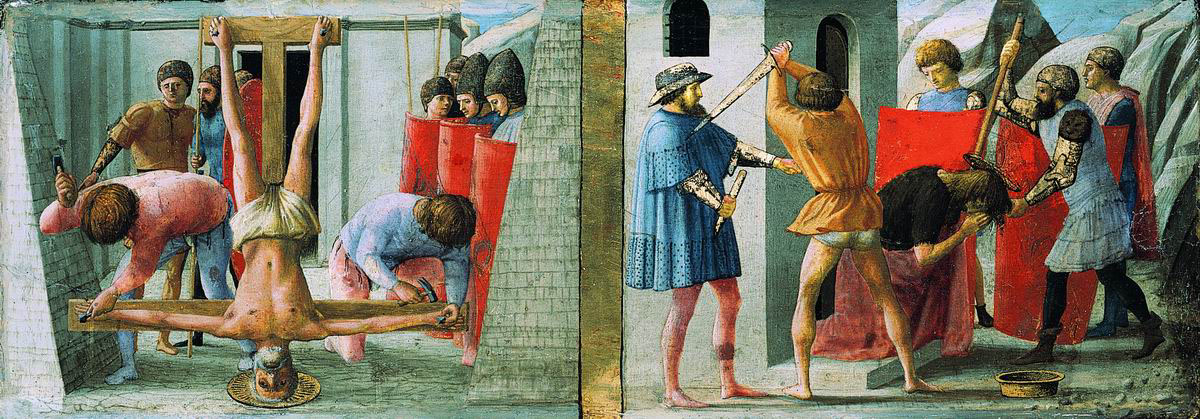
Kreuzigung des Petrus und das Martyrium Johannes des Täufers

### Religion und Gesellschaft

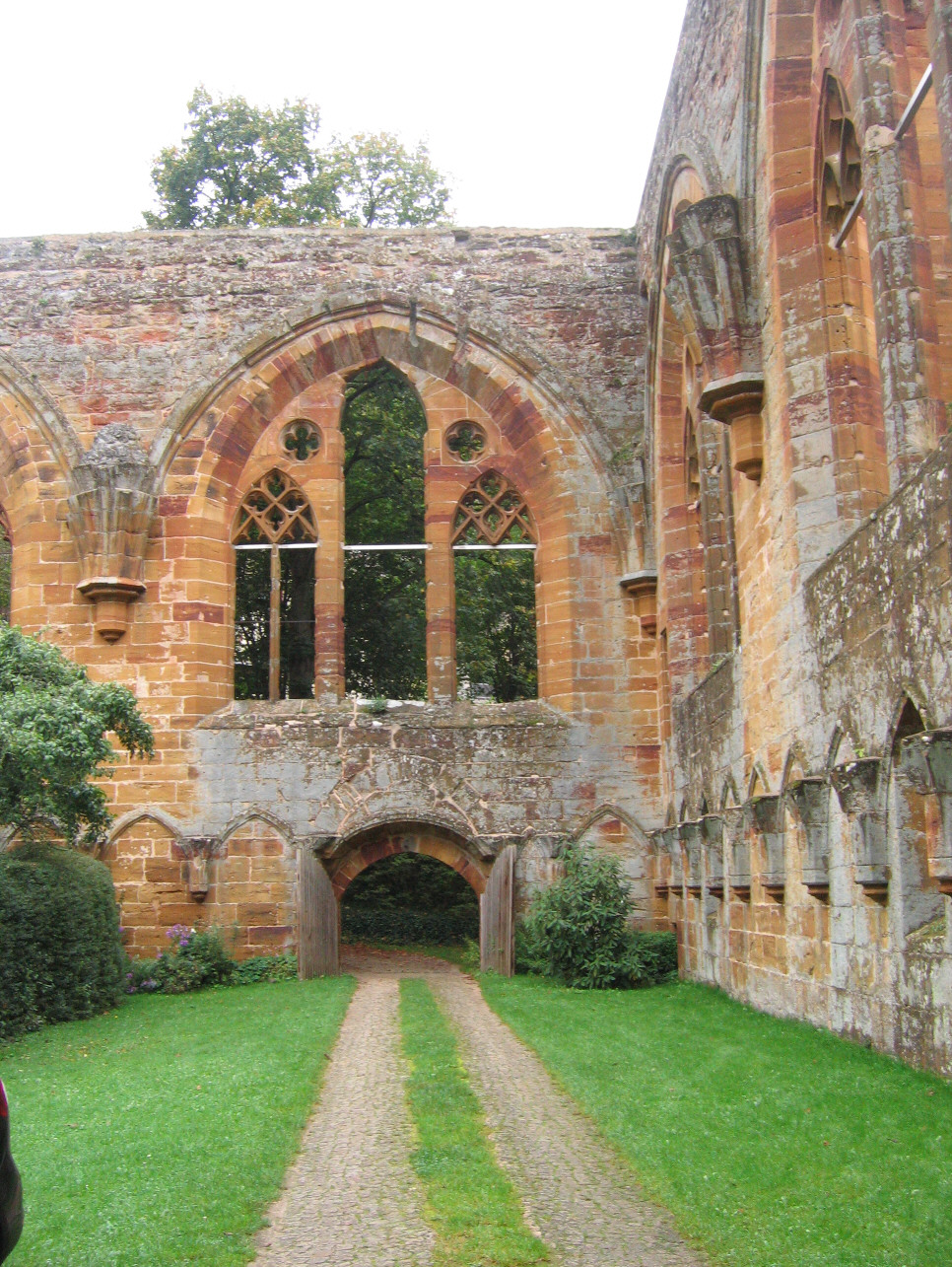
Klosterkirche Gnadenberg

- 3. Februar: Pfalzgraf Johann I. von Neumarkt und seine Gattin Katharina gründen das Kloster Gnadenberg im Bistum Eichstätt.

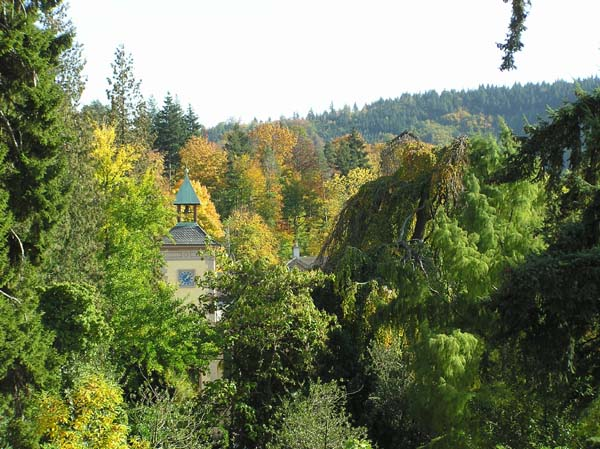
Klostergut Fremersberg

- Der spätere Markgraf Jakob I. von Baden lässt am Fremersberg das Kloster Fremersberg errichten.
- Die Herzöge von Teck stiften das Heilig-Geist-Spital in Mindelheim.

## Geboren

### Geburtsdatum gesichert
- Februar: Christian I., König von Dänemark, Norwegen und Schweden († 1481)
- März: Maso Finiguerra, italienischer Goldschmied († 1464)
- 26. April: Margarethe von Rodemachern, deutsche Adelige und Büchersammlerin († 1490)
- 4. Juli: Ulrich Rösch, Abt des Klosters St. Gallen († 1491)
- 4. September: Wolfgang III. Kämmerer von Worms, Hofmarschall († 1476)
- 19. September: Maria von Kleve, Herzogin von Orléans († 1486)
- 30. November: Johann IV. Roth, Bischof von Lavant, Fürstbischof von Breslau († 1506)

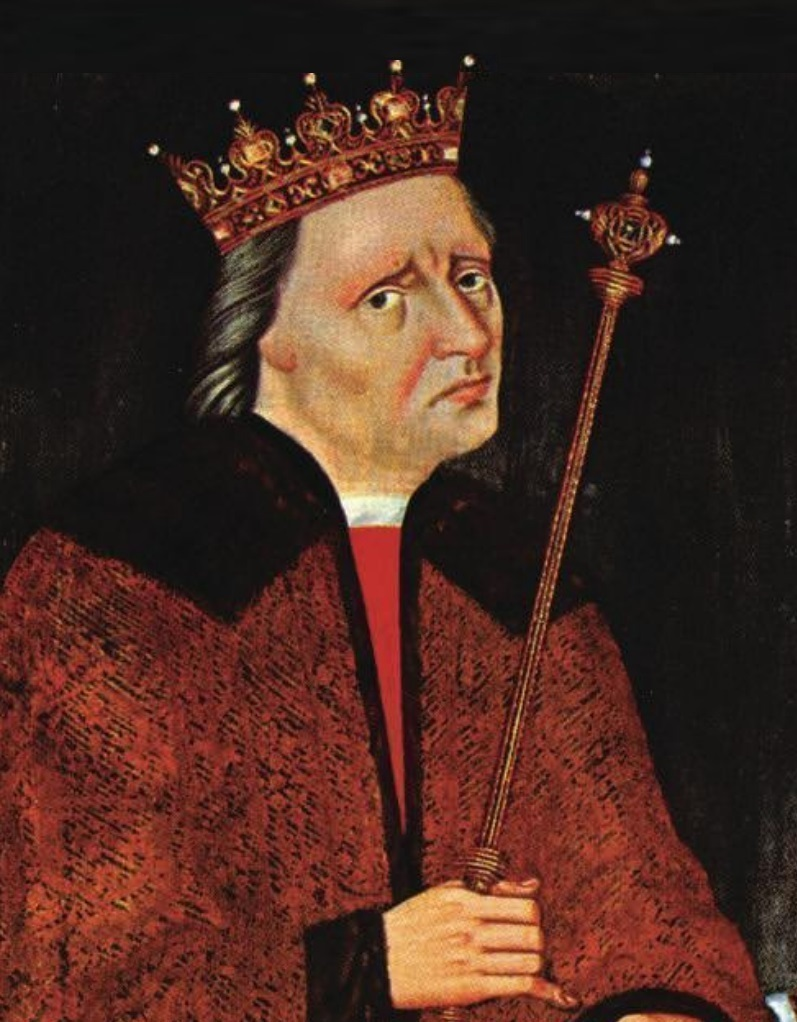
Christian I. König von Dänemark
Johann IV. Roth im Breslauer Dom

### Genaues Geburtsdatum unbekannt
- Jean II. de Bourbon, Herzog von Bourbon und Auvergne († 1488)
- James Douglas, schottischer Adliger, 9. Earl of Douglas († 1491)
- Oddantonio da Montefeltro, Herzog von Urbino († 1444)
- Anne Neville, englische Adlige, 16. Countess of Warwick († 1492)
- Otto III., Graf von Holstein-Pinneberg († 1510)
- Wilhelm von Reichenau, Fürstbischof von Eichstätt († 1496)
- Costanza Varano, italienische Humanistin, Gelehrte und Schriftstellerin († 1447)

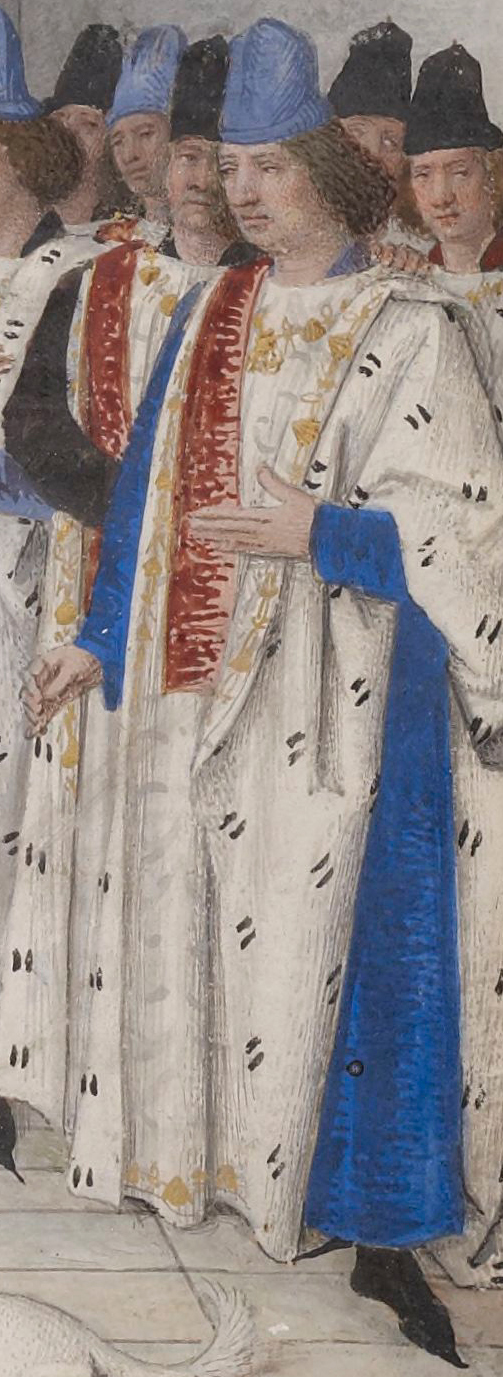
Jean II. de Bourbon
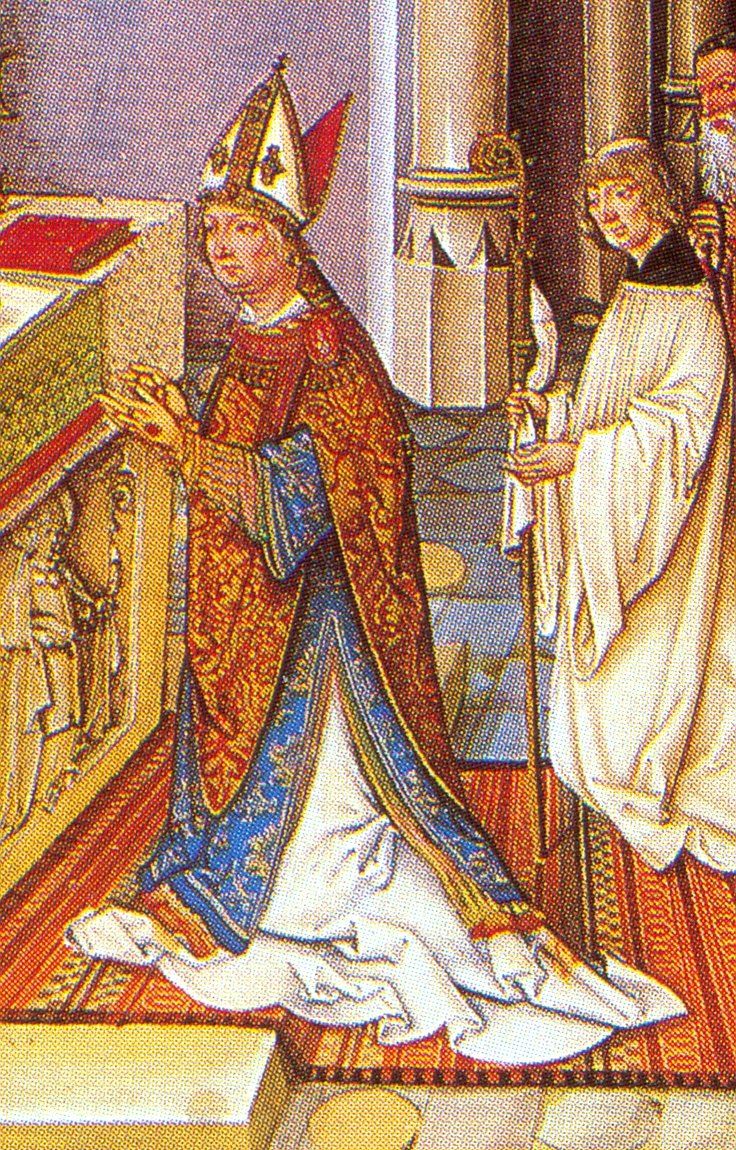
Wilhelm von Reichenau

## Gestorben

### Todesdatum gesichert
- 15. Februar: Jean de Brogny, Bischof von Genf und Viviers, Erzbischof von Arles und Kardinalbischof von Ostia (* um 1342)
- 12. März: Katharina von Pommern-Stolp, Gräfin von Pfalz-Neumarkt, Schwester von Erik VII. und Mutter von Christoph III., beide Könige von Dänemark, Norwegen und Schweden (* 1384)
- 5. Mai: Efrem von Nea Makri, griechischer Heiliger (* 1384)
- 17. Juli: Wilhelm I., Graf von Henneberg-Schleusingen (* 1384)
- 26. Juli: Adolf II., Graf von Nassau-Wiesbaden-Idstein (* 1386)
- 28. Juli: Béraud III., Dauphin von Auvergne, Graf von Clermont und Graf von Sancerre
- Juli: Hildebrand Veckinchusen, hansischer Kaufmann (* um 1370)
- 18. September: Hubert van Eyck, flämischer Maler (* um 1370)
- 7. Oktober: Alix des Baux, Herrin von Les Baux (* 1365/67)
- 16. Oktober: Hynek Boček von Podiebrad, böhmisch-mährischer Adliger
- 19. November: Heinrich III. Heppe, Abt des Zisterzienserklosters in Ebrach
- 27. Dezember: Philippo Scolari,  italienischer Condottiere, ungarischer Heerführer und Banus von Temesvár(* 1369)
- 31. Dezember: Thomas Beaufort, 1. Duke of Exeter und Lordkanzler von England (* 1377)

### Genaues Todesdatum unbekannt
- Adolf IX., Regent der Grafschaft Holstein-Pinneberg und der Stammgrafschaft Schauenburg
- Nikolaus II., Graf von Tecklenburg
- Tezozómoc, Fürst der Tepaneken